# Marathon van Hongkong 2004
De marathon van Hongkong werd gehouden op 1 februari 2004 in Hongkong.

## Resultaten

### Mannen
| rang   | naam                | land | tijd    |
| ------ | ------------------- | ---- | ------- |
| Goud   | Thomas Migwi        | KEN  | 2:17.17 |
| Zilver | Elias Chebet        | KEN  | 2:18.04 |
| Brons  | Chich Wen chiang    | TAI  | 2:18.17 |
| 4      | Gedeon Chirchir     | KEN  | 2:19.26 |
| 5      | Elijah Mutandiro    | ZIM  | 2:20.12 |
| 6      | Abel Chimukoko      | ZIM  | 2:22.06 |
| 7      | Paul Kiptanui       | KEN  | 2:22.13 |
| 8      | Machuka Elkanah     | KEN  | 2:22.39 |
| 9      | Joshua Petersen     | RSA  | 2:24.07 |
| 10     | Naseer Naseer Ahmed | PAK  | 2:25.29 |

### Vrouwen
| rang   | naam                       | land | tijd    |
| ------ | -------------------------- | ---- | ------- |
| Goud   | Gitte Karlshov             | DEN  | 2:42.19 |
| Zilver | Sun Weiwei                 | CHI  | 2:42.47 |
| Brons  | Tatyana Zolotaryola        | RUS  | 2:47.35 |
| 4      | Khet Wai Phyar Aung        | MYA  | 2:52.25 |
| 5      | Kono Maki                  | JPN  | 2:53.06 |
| 6      | Otgonbayer Lursau Ikhundey | MON  | 2:56.48 |
| 7      | Lai Ka Wai                 | HKG  | 2:57.41 |
| 8      | Zun Xiaolin                | CHI  | 2:58.01 |
| 9      | Wan Ling Wu                | TAI  | 2:59.52 |
| 10     | Marshet Jmaabo             | ETH  | 3:21.22 |

1997 ·
1998 ·
1999 ·
2000 ·
2001 ·
2002 ·
2003 ·
2004 ·
2005 ·
2006 ·
2007 ·
2008 ·
2009 ·
2010 ·
2011 ·
2012 ·
2013 · 
2014 ·
2015 ·
2016 ·
2017 ·
2018 ·
2019 ·
2020 · 
2021 ·
2022 ·
2023 ·
2024